# Capsicum chinense
Capsicum chinense é uma espécie de pimenta ou malagueta, pertencente ao género Capsicum e que inclui as seguintes variedades:
- Adjuma (do Suriname)
- Ají limo ou Naucho (do Peru)
- Ají dulce (da Venezuela)
- Datil (da Flórida, EUA)
- Fatalii (da região sul da África central)
- Habanero  (de Cuba e Yucatán, México)
- Madame Jeanette (do Haiti)
- Naga Morich (do Bangladesh)
- Naga Jolokia (da Índia)
- Scotch Bonnet (da Jamaica)
- Pimenta-escorpião (de Trinidad e Tobago)[1]

Capsicum chinense é o nome dado a esta espécie por Nikolaus Joseph von Jacquin (1727-1817), um botânico holandês que pensava erradamente que esta espécie era originária da China. Na verdade todas as plantas do género Capsicum são originárias da América.
Esta espécie inclui algumas das pimentas mais picantes do mundo, como o Habanero ou o Scotch Bonnet. O Naga Jolokia até recentemente era considerada a pimenta mais picante do mundo, porém, em 2011, uma espécie chamada de Trinidad Moruga Scorpion superou a sua marca, perdendo o posto em 2013 para a Carolina Reaper. Os pimentos habaneros são utilizados na preparação de uma variedade mais picante de molho Tabasco.
No Brasil, existe a variedade conhecida popularmente como pimenta-murupi, cultivada nos estados do Amazonas e Pará. É uma pimenta pequena, amarela, dividida em gomos e com formato alongado. É a pimenta brasileira mais forte.. Os cultivares da C. chinense são ainda conhecidas no Brasil como pimenta de cheiro e pimenta de bode (bodinha em algumas regiões), consideradas variedades botânicas ou um dos grupos varietais, com características de frutos bem definidas. 

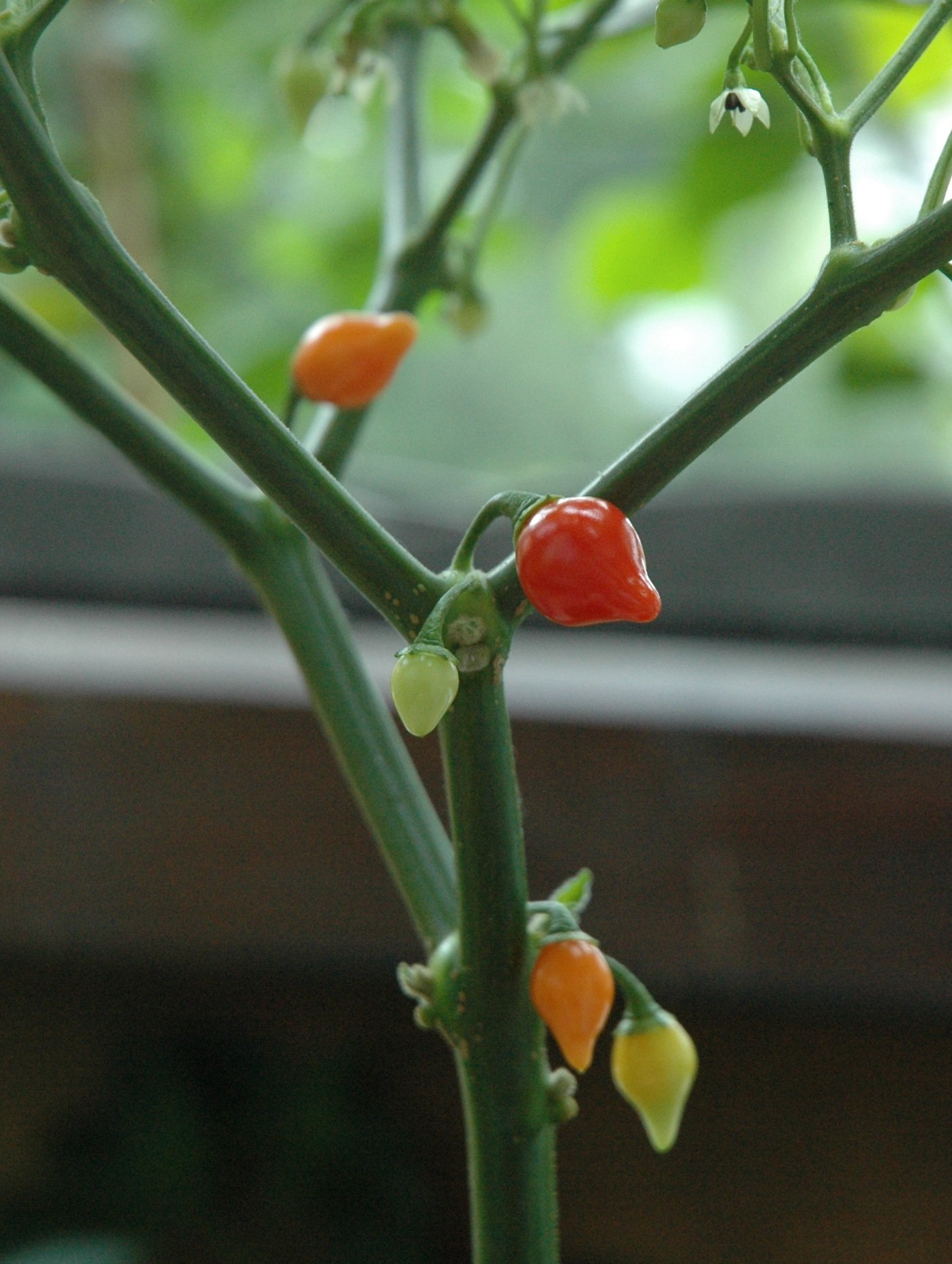
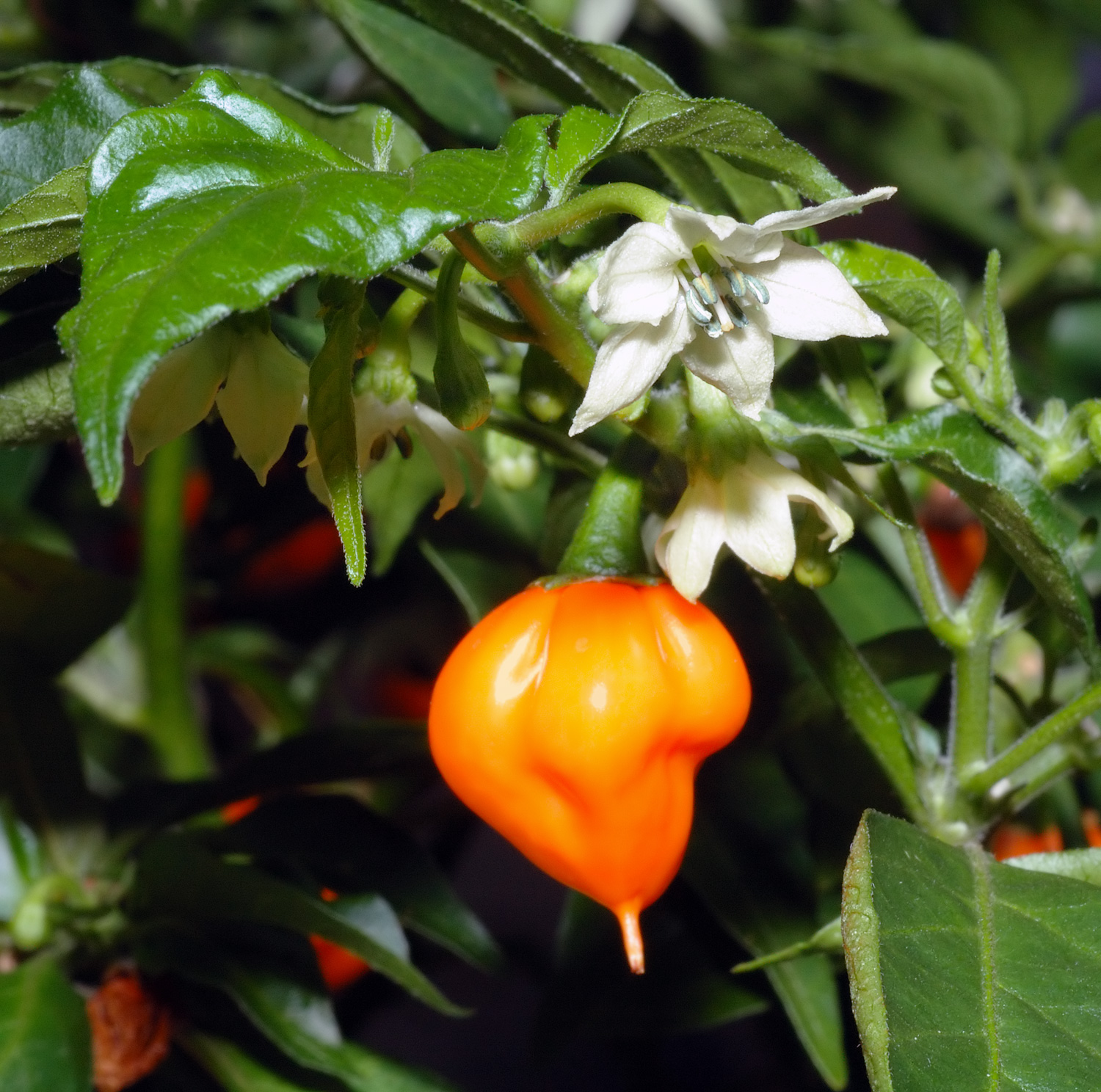
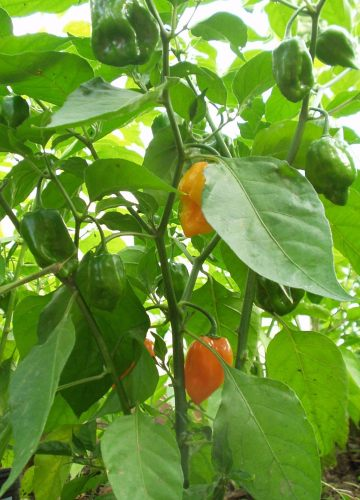
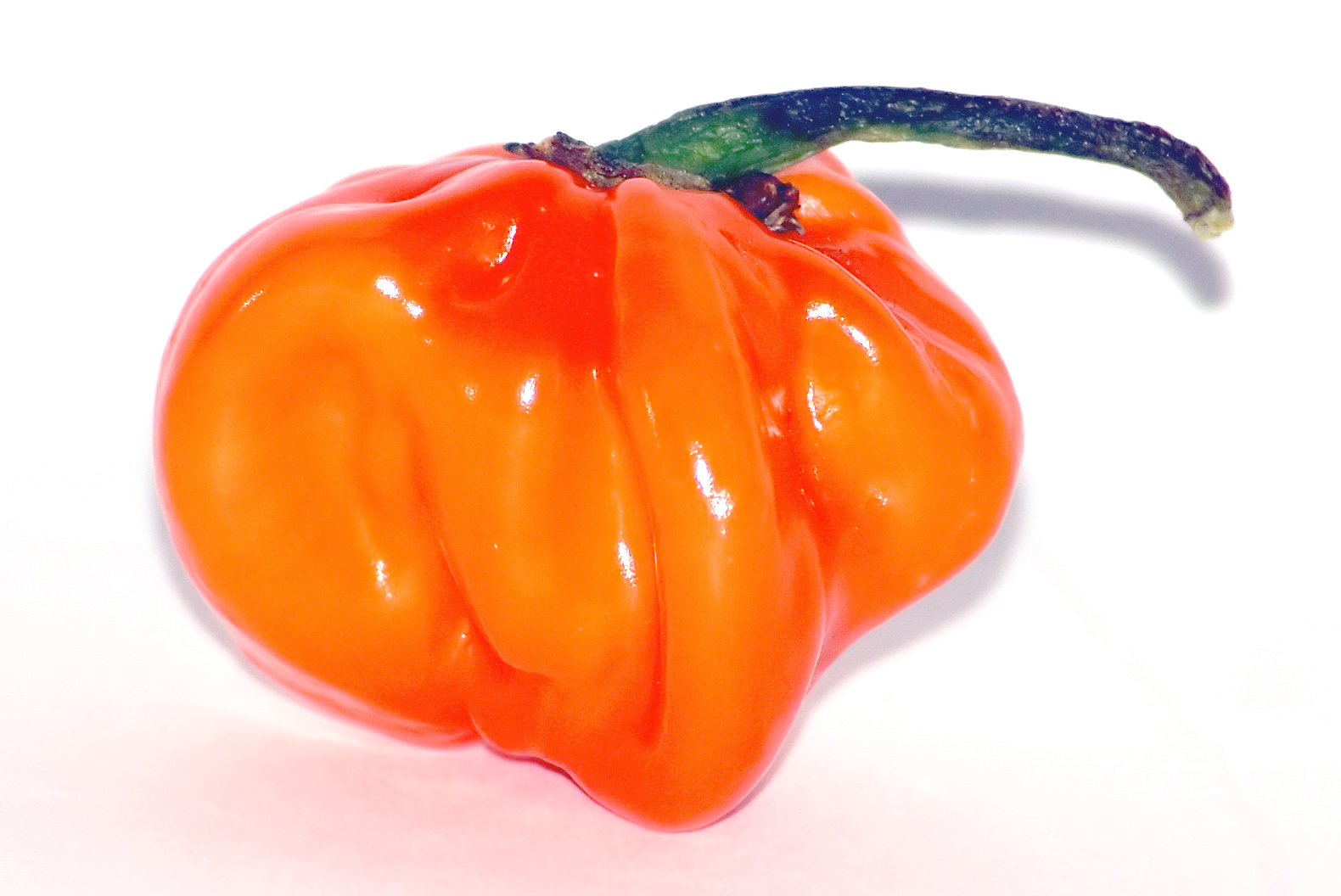
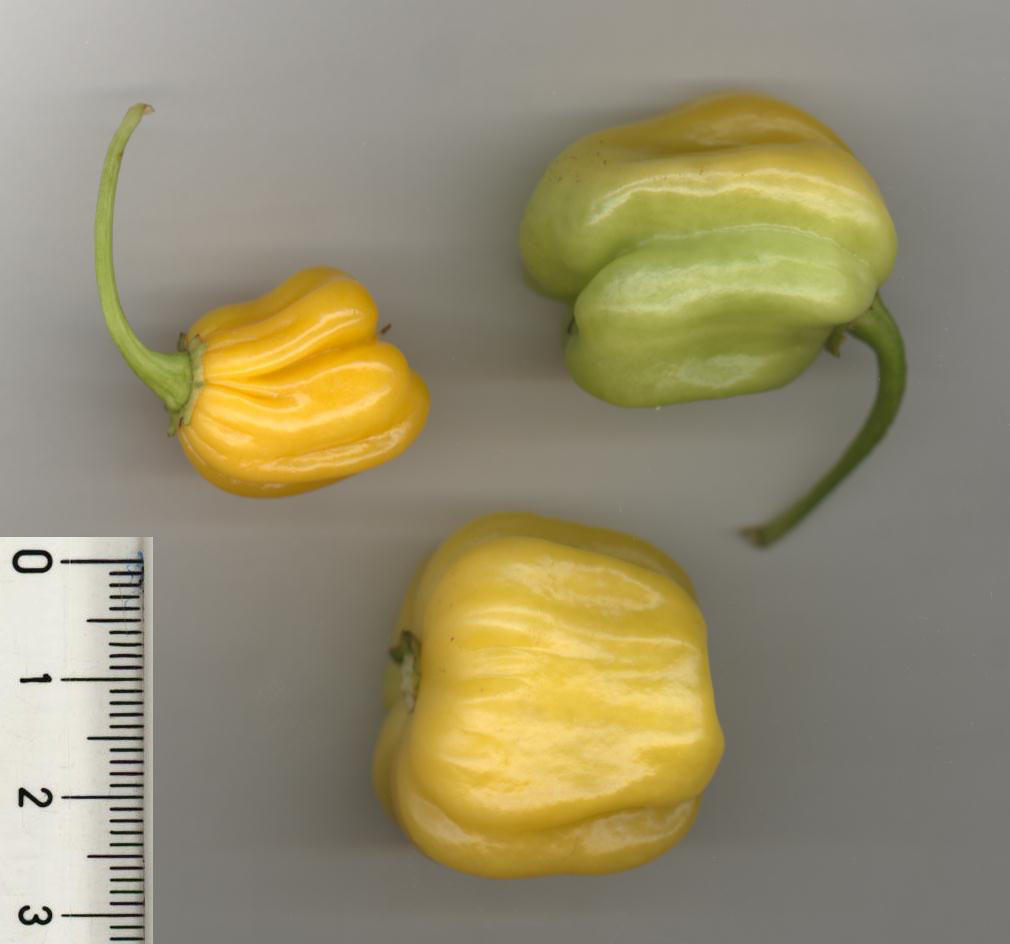
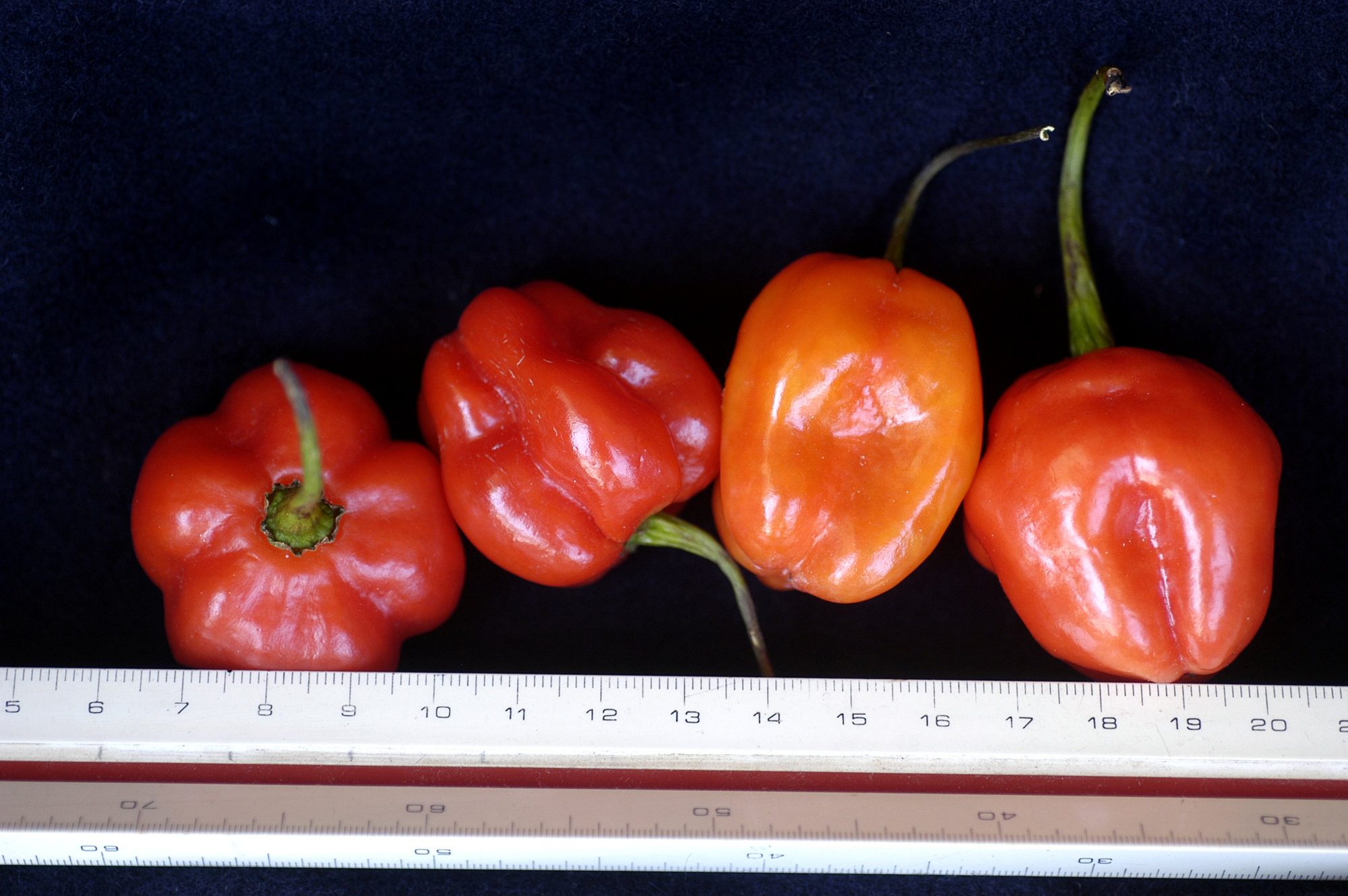
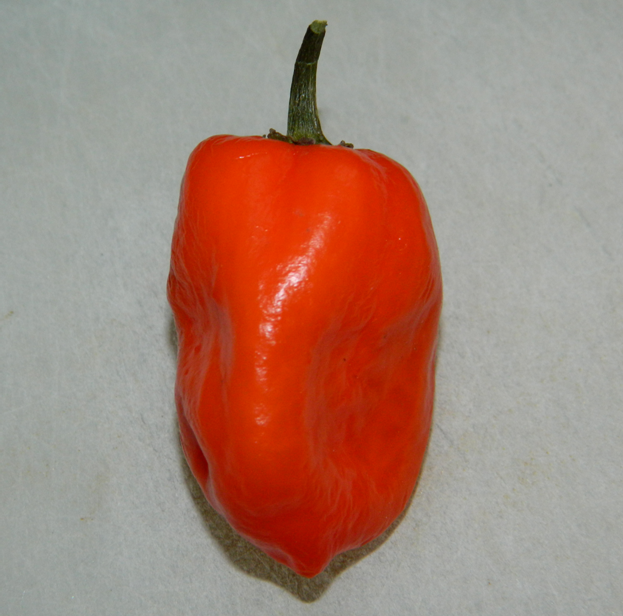
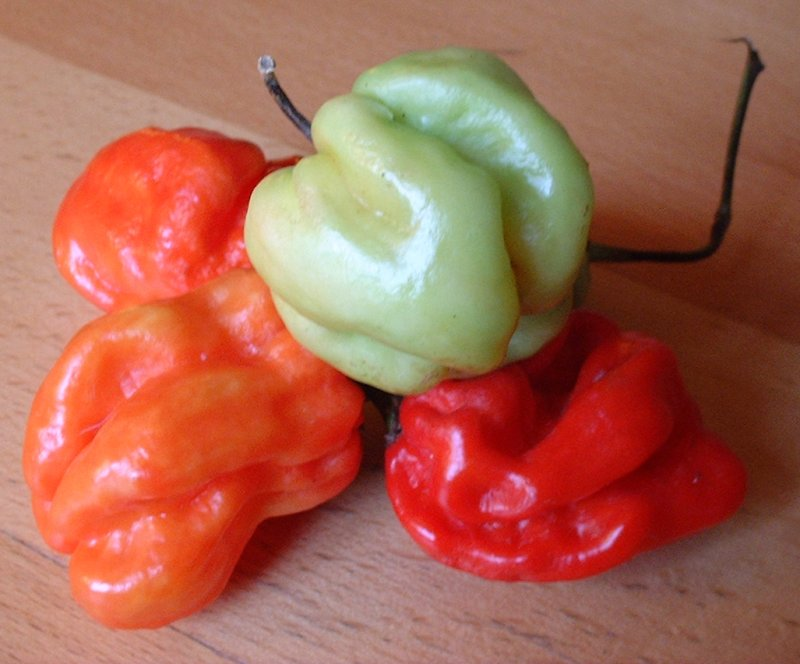